# Coppa Bernocchi 2012
La Coppa Bernocchi 2012, novantaquattresima edizione della corsa e valida come evento dell'UCI Europe Tour 2012 categoria 1.1, si svolse il 16 agosto 2012 su un percorso di 200 km. Fu vinta dall'italiano Sacha Modolo che terminò la gara in 4h39'17", alla media di 42,967 km/h.
Su 161 partenti, 86 corridori conclusero la corsa.

## Ordine d'arrivo (Top 10)
| Pos. | Corridore           | Squadra             | Tempo    |
| ---- | ------------------- | ------------------- | -------- |
| 1    | Sacha Modolo        | Colnago             | 4h39'17" |
| 2    | Sonny Colbrelli     | Colnago             | s.t.     |
| 3    | Maximiliano Richeze | Team Nippo          | s.t.     |
| 4    | Roberto Ferrari     | Androni             | s.t.     |
| 5    | Andrea Palini       | Team Idea           | s.t.     |
| 6    | Tim Declercq        | Topsport Vlaanderen | s.t.     |
| 7    | Enrique Sanz        | Movistar            | s.t.     |
| 8    | Giovanni Visconti   | Movistar            | s.t.     |
| 9    | Elia Favilli        | Neri Sottili        | s.t.     |
| 10   | Claudio Corioni     | Acqua & Sapone      | s.t.     |